# Rebutia heliosa

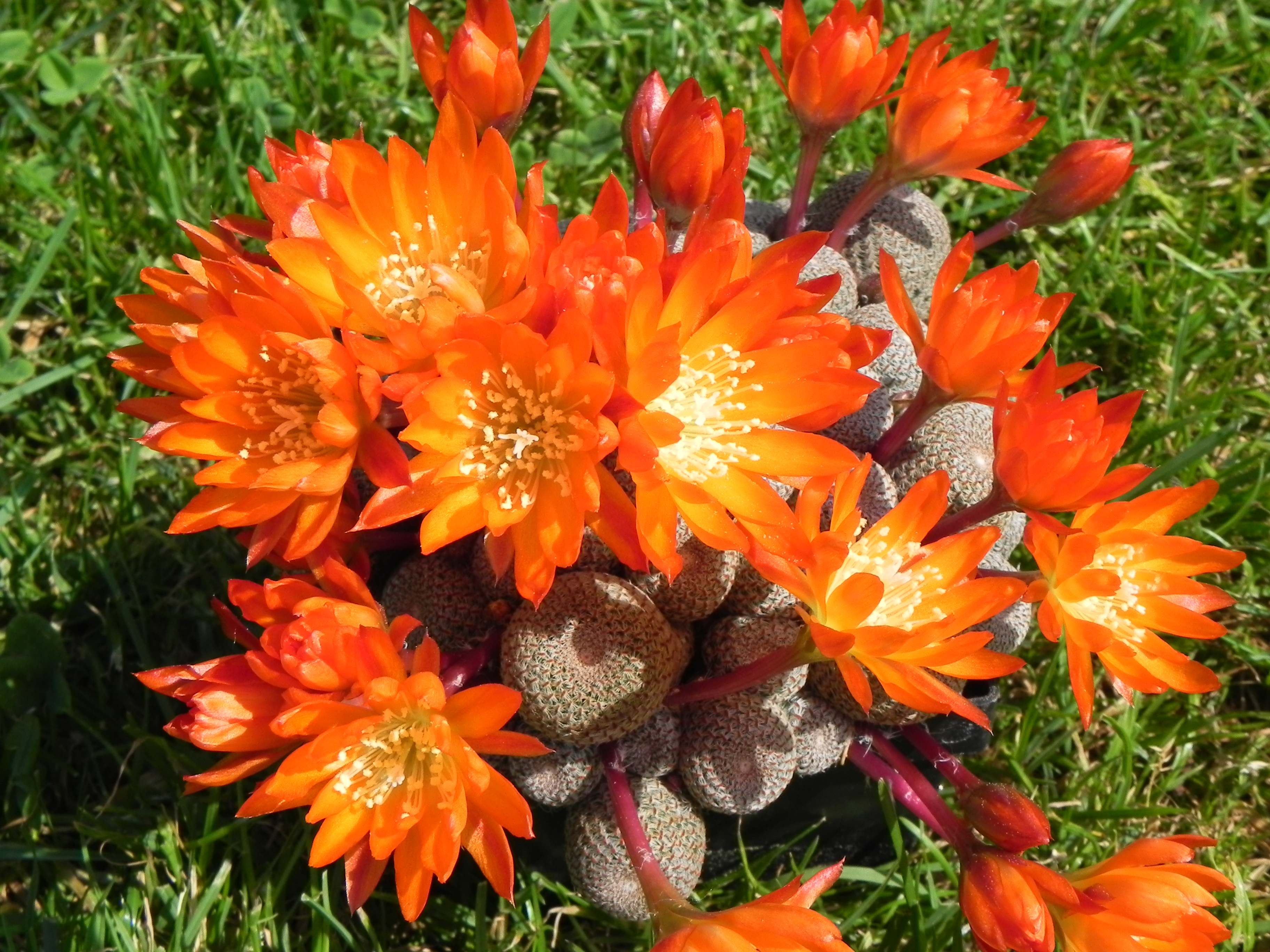
Rebutia heliosa

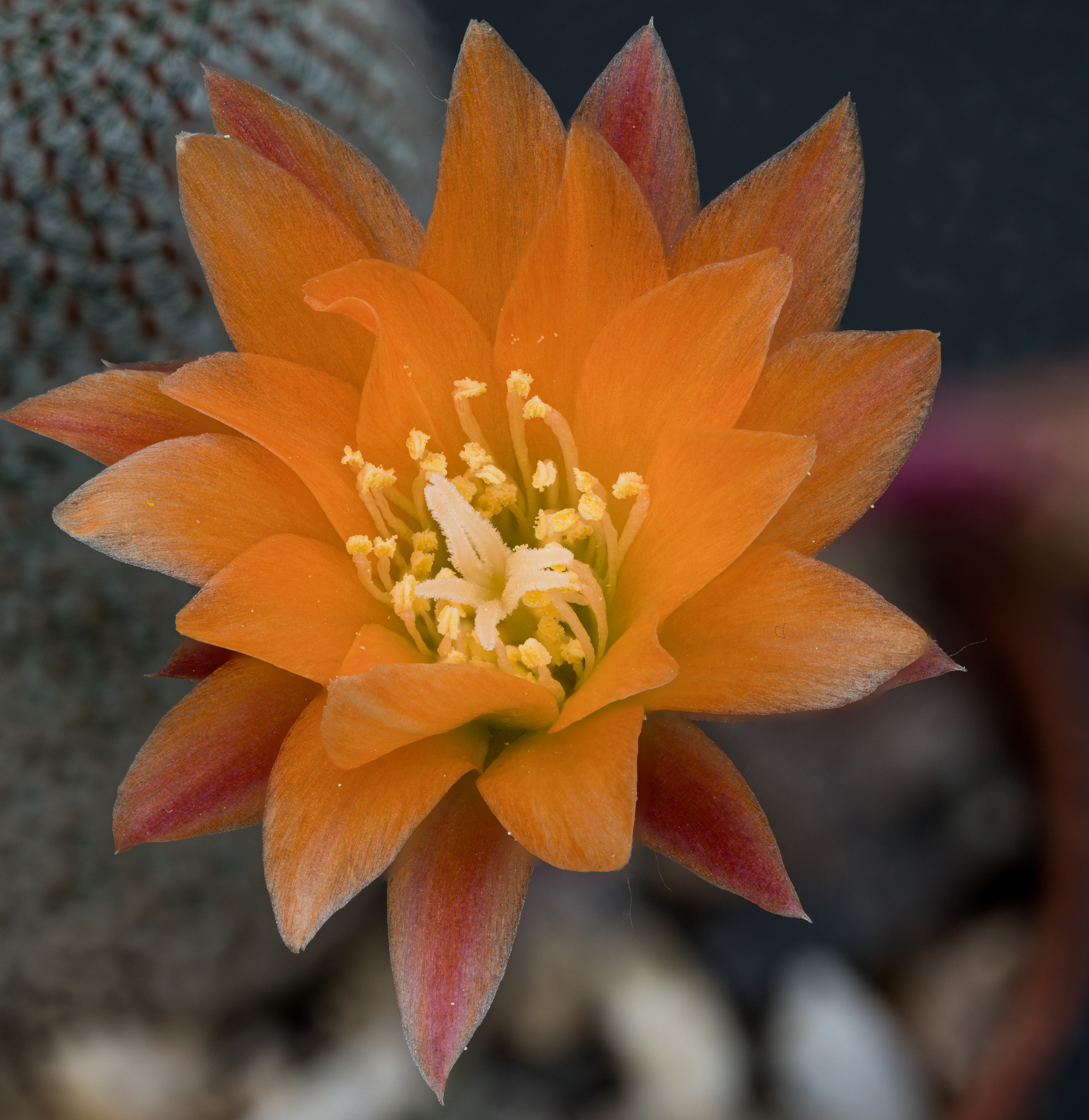
Nahaufnahme der Blüte (Blütenblätter, Staubblätter, Narbe)

Rebutia heliosa ist eine Pflanzenart in der Gattung Rebutia aus der Familie der Kakteengewächse (Cactaceae). Das Artepitheton heliosa leitet sich von den griechischen Worten helios für ‚Sonne‘ sowie -osus für ‚voll von‘ ab und verweist auf die zahlreichen, dicht stehenden Areolen mit ihrer sternförmigen Bedornung.

## Beschreibung
Rebutia heliosa wächst meist sprossend mit niedergedrückt kugelförmigen bis kurz zylindrischen Körpern und bildet kleine Gruppen. Die Körper erreichen Durchmesser von bis zu 2,5 Zentimetern und haben Rübenwurzeln. Die bis zu 38 Rippen sind spiralförmig angeordnet und in Höcker gegliedert. Die darauf befindlichen verlängerten Areolen sind braun. Ein Mitteldorn ist nicht vorhanden. Die 24 bis 26 Randdornen sind weiß, mit einer meistens dunkleren Basis und bis zu 1 Millimeter lang. Sie sind mehr oder weniger kammförmig angeordnet, liegen am Körper an oder stehen leicht ab.
Die orangen bis gelblich orangen bis purpurroten Blüten erscheinen an der unteren Hälfte des Körpers, werden 4,5 bis 5,5 Zentimeter lang und erreichen Durchmesser von bis zu 4 Zentimetern. Die Früchte sind kugelförmig.

## Verbreitung, Systematik und Gefährdung
Rebutia heliosa ist in Bolivien im Departamento Tarija in Höhenlagen von 2400 bis 3100 Metern verbreitet.
Die Erstbeschreibung durch Walter Rausch wurde 1970 veröffentlicht.
In der Roten Liste gefährdeter Arten der IUCN wird die Art als „Least Concern (LC)“, d. h. als nicht gefährdet geführt.

## Nachweise